# Talofofo
Talofofo  (chamorro: Talo'fo'fo) är en ort och en village (administrativ enhet) i Guam (USA). Den ligger i den södra delen av ön Guam, 13 km söder om huvudstaden Hagåtña. Antalet invånare är 3 050.
Följande finns i Talofofo:
- Talofofo Bay (en vik)
- Talofofo Caves (grottor)
- Talofofo Falls (ett vattenfall)
- Talofofo River (ett vattendrag)
- Togcha Bay (en vik)